# Scala (язык программирования)
Scala — мультипарадигмальный язык программирования, спроектированный кратким и типобезопасным для простого и быстрого создания компонентного программного обеспечения, сочетающий возможности функционального и объектно-ориентированного программирования.
Первые версии языка созданы в 2003 году коллективом лаборатории методов программирования Федеральной политехнической школы Лозанны под руководством Мартина Одерски, язык реализован для платформ Java и JavaScript. По мнению Джеймса Стрэчена, создателя языка программирования Groovy, Scala может стать преемником языка Java.

## История
Язык был создан в 2001—2004 годах в Лаборатории методов программирования EPFL. Он стал результатом исследований, направленных на разработку улучшенной языковой поддержки компонентного программного обеспечения. За основу при разработке языка были взяты две идеи:
1. Язык программирования компонентного ПО должен быть масштабируемым в том смысле, что должна быть возможность с помощью одних и тех же концепций описать как маленькие, так и большие части. Поэтому внимание было сконцентрировано на механизмах абстракции, композиции и декомпозиции вместо введения большого количества примитивов, которые могут быть полезными только на каком-то одном уровне масштабирования.
2. Масштабируемая поддержка компонентов может быть предоставлена языком программирования, унифицирующим и обобщающим объектно-ориентированное и функциональное программирование. Некоторые из основных технических новшеств Scala — это концепции, представляющие собой сплав этих парадигм программирования. В статически типизированных языках, к которым относится Scala, эти парадигмы до сих пор были почти полностью разделены.

Язык был выпущен для общего пользования на платформе JVM в январе 2004 года и на платформе .NET в июне 2004 года, в 2016 году создан LLVM-компилятор (Scala Native).

### Истоки дизайна
На дизайн языка оказали влияние многие языки и исследовательские работы.
Прежде всего, язык впитал значительное число концепций и синтаксических соглашений Java и C#. Способ выражения свойств во многом заимствован из Sather. Из Smalltalk взята концепция унифицированной объектной модели. Из BETA пришла идея, что всё, включая классы, должно допускать вложенность. Абстрактные типы в Scala очень похожи на абстрактные типы сигнатур в SML и OCaml, обобщённые в контексте полноценных компонентов.
В некотором смысле Scala — это продолжение работы Pizza. Как и Pizza, Scala компилируется под Java VM, добавляя функции высшего порядка, сопоставление с образцом, конструкции, которые исходно были созданы в сообществе функционального программирования. В то время как Pizza обратно совместима с Java, цель Scala — всего лишь возможность взаимодействия, так что у неё больше степеней свободы в дизайне.
Ещё одна цель Scala — предоставить расширенные конструкции для абстракции и композиции компонентов — общая с несколькими недавними исследовательскими разработками.

## Ключевые аспекты языка
Scala-программы во многом похожи на Java-программы, и могут свободно взаимодействовать с Java-кодом. Язык включает единообразную объектную модель — в том смысле, что любое значение является объектом, а любая операция — вызовом метода. При этом является также функциональным языком в том смысле, что функции — это полноправные значения.
В Scala включены мощные и единообразные концепции абстракций как для типов, так и для значений. В частности, язык содержит гибкие симметричные конструкции примесей для композиции классов и типажей. Возможно позволяет производить декомпозицию объектов путём сравнения с образцом; образцы и выражения при этом были обобщены для поддержки естественной обработки XML-документов. В целом, эти конструкции позволяют легко выражать самостоятельные компоненты, использующие библиотеки Scala, не пользуясь специальными языковыми конструкциями.
Язык допускает внешние расширения компонентов с использованием представлений (views). Возможности обобщённого программирования реализуются за счёт поддержки обобщённых функций (generics), в том числе высшего типажа (generics of a higher kind). Кроме различных классических структурных типов данных, в язык включена поддержка экзистенциальных типов.

### Объектно-ориентированный язык
В языке используется чистая объектно-ориентированная модель, похожая на применяемую в Smalltalk: каждое значение — это объект, и каждая операция — это отправка сообщения. Например, сложение x+y интерпретируется как x.+(y), то есть как вызов метода + с аргументом y и x в качестве объекта-приёмника.
Рассмотрим другой пример: 1+2. Это выражение интерпретируется как (1).+(2). Обратите внимание, что скобки вокруг чисел обязательны, потому что лексический анализатор Scala разбивает выражение на лексемы по принципу самого длинного возможного сопоставления. Таким образом, выражение 1.+(2) разобьется на лексемы 1.,+ и 2, потому что лексема 1. длиннее лексемы 1 и первый аргумент сложения будет интерпретирован, как тип Double вместо Int.

### Функциональный язык
Каждая функция — это значение. Язык предоставляет легковесный синтаксис для определения анонимных и каррированных функций. Каждая конструкция возвращает значение. Сопоставление с образцом естественно применимо к обработке XML с помощью регулярных выражений.

### Повторное использование и адаптация
Каждая компонентная система с мощными конструкциями абстракции и композиции сталкивается с проблемой, когда дело доходит до интеграции подсистем, разработанных различными командами в разное время. Проблема состоит в том, что интерфейс компонентов, разработанных той или иной группой, часто не подходит клиентам, намеренным использовать этот компонент.
Scala представляет новую концепцию решения проблемы внешней расширяемости — представления (views). Они позволяют расширять класс новыми членами и типажами. Представления в Scala в некотором смысле соответствуют классам типов, используемым в Haskell, но в отличие от классов типов, область видимости представлений можно контролировать, причём в разных частях программы могут сосуществовать параллельные представления.

## Примеры программ
Программа, как и в Java, представляет собой класс.
Это пример консольной программы, которая выводит строчку текста на экран.
```
 
object
 
HelloWorld
 
{

  
def
 
main
(
args
:
 
Array
[
String
])
 
=

    
println
(
"Привет, МИР!"
)

 
}

```

```
// Более короткая версия

 
object
 
HelloWorld
 
extends
 
App
 
{

   
println
(
"Привет, МИР!"
)

 
}

```

Следующий простой пример программы написан на Java, Scala и C#, демонстрируя некоторые различия в синтаксисе (постфиксная запись типов переменных, отсутствие специального синтаксиса для доступа к массивам). В этом примере описывается консольная программа, которая выводит все опции, переданные через командную строку. Опции начинаются с символа «-» (минус).

```
 
// Java:

 
class
 
PrintOptions
 
{

 
public
 
static
 
void
 
main
(
String
[]
 
args
)
 
{

    
System
.
out
.
println
(
"Выбраны опции:"
);

    
Stream
.
of
(
args
)

        
.
filter
(
arg
 
->
 
arg
.
startsWith
(
"-"
))

        
.
map
(
arg
 
->
 
arg
.
substring
(
1
))

        
.
forEach
(
System
.
out
::
println
);

  
}

 
}

```

```
 
// Scala:

object
 
PrintOptions
 
{

   
def
 
main
(
args
:
 
Array
[
String
])
 
{

     
println
(
"Выбраны опции:"
)

     
for
 
(
arg
 
<-
 
args
 
if
 
arg
 
startsWith
 
"-"
)
 
{

        
println
(
" "
 
+
 
(
arg
 
substring
 
1
))

     
}

   
}

 
}

```

```
 
// В функциональном стиле Scala:

 
object
 
PrintOptions
 
{

   
def
 
main
(
args
:
 
Array
[
String
])
 
=

     
println
(
"Выбраны опции:"
 
+:
 
(
args
 
filter
 
(
_
 
startsWith
 
"-"
)
 
map
 
(
" "
 
+
 
_
.
drop
(
1
)))
 
mkString
 
"\n"
)

 
}

```

```
 
// В функциональном стиле C#:

 
class
 
PrintOptions
 
{

   
static
 
void
 
Main
(
String
[]
 
args
)
 
{

     
Console
.
WriteLine
(
"Выбраны опции:"
 
+
 
args
.
Where
(
x
 
=>
 
x
.
StartsWith
(
"-"
)).
Aggregate
((
r
,
 
x
)
 
=>
 
r
 
+
 
" "
 
+
 
x
.
Substring
(
1
)));

   
}

 
}

```

```
 
// В функциональном стиле Java:

class
 
PrintOptions
 
{

    
public
 
static
 
void
 
main
(
String
[]
 
args
)
 
{

        
System
.
out
.
println
(
"Выбраны опции:\n"
 
+

          
Arrays
.
stream
(
args
)

                
.
filter
(
o
 
->
 
o
.
startsWith
(
"-"
))

                
.
map
(
o
 
->
 
" "
 
+
 
o
.
substring
(
1
))

                
.
collect
(
Collectors
.
joining
(
"\n"
)));

    
}

}

```

В Scala «object» — это класс, имеющий ровно один экземпляр, который создается автоматически при обращении к object. Так естественным способом реализуется шаблон проектирования, где в программе должен быть только один экземпляр класса («Одиночка» — «Singleton»).
Пример программы, которая суммирует все элементы списка, который передаётся через аргументы:
```
 
object
 
Main
 
{

   
def
 
main
(
args
:
 
Array
[
String
])
 
{

     
try
 
{

       
println
(
"Сумма аргументов: "
 
+
 
args
.
map
(
_
.
toInt
).
sum
)

     
}
 
catch
 
{

       
case
 
e
:
 
NumberFormatException
 
=>

         
println
(
"Ошибка в аргументах. Использовать следует так: scala Main <число1> <число2> ... "
)

     
}

   
}

 
}

```

На Java:
```
public
 
class
 
Main
 
{

    
public
 
static
 
void
 
main
(
String
[]
 
args
)
 
{

        
try
 
{

            
System
.
out
.
println
(
"Сумма аргументов: "
 
+
 
Arrays
.
stream
(
args
).
mapToInt
(
Integer
::
parseInt
).
sum
());

        
}
 
catch
 
(
NumberFormatException
 
e
)
 
{
 

            
System
.
out
.
println
(
"Ошибка в аргументах. Использовать следует так: java Main <число1> <число2> ... "
);

        
}

    
}

}

```

С помощью метода map перебираются все аргументы. Все они преобразовываются в целое число методом Integer.parseInt и добавляются в список (массив) elems. Затем с помощью метода свёртки списка foldRight вычисляется сумма элементов.

## Интеграция с Java
Scala может взаимодействовать с кодом, написанным на Java. Все классы из пакета java.lang уже подключены по умолчанию, в то же время другие должны быть подключены явно.

## Использование
Основные веб-фреймворки, написанные на Scala — Play, Lift. Среди их пользователей отмечены ряд крупных сервисов, в частности, Play используют Gilt и Coursera, а Foursquare — Lift.
Социальная сеть LinkedIn использует микрофреймворк Scalatra для поддержки своего Signal API.
В апреле 2009 года Twitter объявил, что перевёл значительную часть своего серверного кода с Ruby на Scala и собирается перевести оставшийся. В апреле 2011 онлайн-версия газеты The Guardian была переведена с Java на Scala.
Проекты фонда Apache: Apache Spark, Apache Kafka написаны в основном на Scala.
Одним из активных пользователей языка также является банк UBS.
Важная составляющая инфраструктуры разработки на Scala — средство автоматической сборки Sbt — также написана на Scala.

### Англоязычная
- Joshua D. Suereth. Scala in Depth (неопр.). — Manning Publications[англ.], 2012. — С. 225. — ISBN 978-1-935182-70-2.
- Gregory Meredith. Monadic Design Patterns for the Web (неопр.). — 1st. — 2011. — С. 300.
- Nilanjan Raychaudhuri. Scala in Action (неопр.). — 1st. — Manning, 2013. — С. 525. — ISBN 978-1-935182-75-7.
- Dean Wampler, Alex Payne. Programming Scala: Scalability = Functional Programming + Objects (англ.). — 1st. — O’Reilly Media, 2009. — P. 448. — ISBN 0-596-15595-6.
- Martin Odersky, Lex Spoon, Bill Venners. Programming in Scala: A Comprehensive Step-by-step Guide (англ.). — 2nd. — Artima Inc, 2010. — P. 883/852. — ISBN 978-0-9815316-4-9.
- David Pollak. Beginning Scala (неопр.). — 1st. — Apress, 2009. — С. 776. — ISBN 1-4302-1989-0. Архивировано 5 декабря 2010 года.
- Perrett, Tim. Lift in Action (неопр.). — 1st. — Manning, 2011. — С. 450. — ISBN 978-1-935182-80-1.
- Christos Loverdos, Apostolos Syropoulos. Steps in Scala: An Introduction to Object-Functional Programming (англ.). — 1st. — Cambridge University Press, 2010. — P. xviii + 485. — ISBN 978-0-521-74758-5.
- Venkat Subramaniam. Programming Scala: Tackle Multi-Core Complexity on the Java Virtual Machine (англ.). — 1st. — Pragmatic Bookshelf[англ.], 2009. — P. 250. — ISBN 1-934356-31-X.
- Cay Horstmann. Scala for the Impatient (неопр.). — 1st. — Addison-Wesley Professional, 2012. — С. 360. — ISBN 0-321-77409-4.

### Русскоязычная
- Хорстман К. Scala для нетерпеливых. — ДМК пресс, 2013. — 408 с. — ISBN 978-5-94074-920-2, 978-0-321-77409-5.
- Одерски М., Спун Л., Веннерс Б. Scala. Профессиональное программирование = Programming in Scala: Updated for Scala 2.12. — Питер, 2018. — 688 с. — ISBN 978-5-496-02951-3.
- Прокопец А. Конкурентное программирование на SCALA. — ДМК пресс, 2017. — 342 с. — ISBN 978-5-97060-572-1.
- Scala в примерах, перевод руководства Мартина Одерски в викиучебнике
- Scala Школа! и Эффективная Scala — русские версии открытых учебников от Twitter
- Путеводитель по Scala: серия статей на сайте IBM developerWorks